# Romance (película)
Romance (en España: Romance X) es una película francesa de 1999 escrita y dirigida por Catherine Breillat y protagonizada por Caroline Ducey, el actor pornográfico Rocco Siffredi, Sagamore Stévenin y François Berléand. 
En la película aparecen escenas explícitas de copulación, especialmente mostrando teniendo sexo Caroline Ducey con Rocco Siffredi.

## Sinopsis
Una joven llamada Marie (Ducey) vive con su novio, Paul (Stévenin), quien se niega a tener sexo con ella. Busca la intimidad más allá de los límites de las limitaciones sexuales tradicionales. Mantiene una relación sexual con Paolo (Siffredi), a quien conoce en un bar. Su frustración también la lleva a una serie de relaciones, hasta que se involucra en el sadomasoquismo con un hombre mayor.

## Reparto
- Caroline Ducey - Marie
- Sagamore Stévenin - Paul
- François Berléand - Robert
- Rocco Siffredi - Paolo
- Ashley Wanninger - Ashley
- Emma Colberti - Charlotte
- Fabien de Jomaron - Claude